# Libavské Údolí
Libavské Údolí (en allemand : Liebauthal) est une commune du district de Sokolov, dans la région de Karlovy Vary, en République tchèque. Sa population s'élevait à 535 habitants en 2020.

## Géographie
Libavské Údolí est arrosée par la rivière Libava, près de son point de confluence avec l'Ohre, et se trouve à 2 km au nord-est de Kynšperk nad Ohří, à 10 km au sud-ouest de Sokolov, à 26 km au sud-ouest de Karlovy Vary et à 135 km à l'ouest de Prague.
La commune est limitée par Kynšperk nad Ohří au sud, à l'ouest et au nord, et par Šabina à l'est.

## Histoire
La première mention écrite du village date de 1829.